# Platysoma scalptum
Platysoma scalptum är en skalbaggsart som beskrevs av Lewis 1902. Platysoma scalptum ingår i släktet Platysoma och familjen stumpbaggar. Inga underarter finns listade i Catalogue of Life.